# Paroisses de la Barbade
Les paroisses de la Barbade constituent la plus grande division territoriale de la Barbade, petit État insulaire des Caraïbes. Le pays est divisé en onze paroisses (en anglais : parishes, singulier parish).
Le tableau suivant présente les onze paroisses du pays :
| No | Nom           | Capitale     | Superficie (km2) | Population (2010) |
| -- | ------------- | ------------ | ---------------- | ----------------- |
| 1  | Christ Church | Oistins      | 57               | 54 336            |
| 2  | Saint Andrew  | Greenland    | 36               | 5 139             |
| 3  | Saint George  | Bulkeley     | 44               | 19 767            |
| 4  | Saint James   | Holetown     | 31               | 28 498            |
| 5  | Saint John    | Four Roads   | 34               | 8 963             |
| 6  | Saint Joseph  | Bathsheba    | 26               | 6 620             |
| 7  | Saint Lucy    | Crab Hill    | 36               | 9 758             |
| 8  | Saint Michael | Bridgetown   | 39               | 88 529            |
| 9  | Saint Peter   | Speightstown | 34               | 11 300            |
| 10 | Saint Philip  | Crane        | 60               | 30 662            |
| 11 | Saint Thomas  | Hillaby      | 34               | 14 249            |